# مردکانلو
مردکانلو یک روستا در ایران است که در دهستان فاروج واقع شده‌است. مردکانلو ۱۱۰ نفر جمعیت دارد.